# Before Time Began
Before Time Began è un album raccolta dei New Riders of the Purple Sage, pubblicato dalla Relix Records nel 1986. Il disco raccoglie brani registrati (Lato A) nel 1968 - 1969 dalla primissima formazione dei NRPS, mentre i brani contenuti nel Lato B sono pezzi sperimentali registrati da David Nelson a metà anni '80.

## Tracce
Lato A
Part 1 - Early New Riders
1. Henry – 3:35 (John Dawson) – Registrato nel novembre 1969 al Pacific High Recording di San Francisco, CA
2. All I Ever Wanted – 4:30 (Jerry Garcia, John Dawson, Robert Hunter) – Registrato nel novembre 1969 al Pacific High Recording di San Francisco, CA
3. Last Lonely Eagle – 4:45 (John Dawson) – Registrato nel novembre 1969 al Pacific High Recording di San Francisco, CA
4. Cecilia – 4:05 (John Dawson) – Registrato nel novembre 1969 al Pacific High Recording di San Francisco, CA
5. Garden of Eden – 3:10 (John Dawson) – Registrato nel luglio 1968 al Pacific Recording di San Mateo, CA
6. Superman – 2:12 (John Dawson) – Registrato nel luglio 1968 al Pacific Recording di San Mateo, CA

Lato B
Part 2 - The Backwards Tapes
1. Deh Rominap – 1:41 (David Nelson)
2. A Handful of Brains – 2:40 (David Nelson)
3. I'm Through with the Fish, Harve – 1:38 (David Nelson)
4. Och Tamale – 1:17 (David Nelson)
5. A Handful of Brains, Part II – 4:48 (David Nelson)
6. Where Discipline Comes In – 2:54 (David Nelson)

## Musicisti
A1, A2, A3 e A4
- John Dawson - chitarra acustica, voce solista
- Jerry Garcia - chitarra pedal steel
- David Nelson - chitarra elettrica, voce
- Phil Lesh - basso
- Mickey Hart - batteria

A5 e A6
- David Nelson - chitarra, voce
- con alcuni membri della band di Doug Sahm

B1, B2, B3, B4, B5 e B6
- David Nelson - chitarra, voce[2]